# Les Tigres volants (film)
Pour les articles homonymes, voir Les Tigres volants et Flying Tiger.
Pour plus de détails, voir Fiche technique et Distribution.
Les Tigres volants (Flying Tigers) est un film de guerre de propagande américain réalisé par David Miller en 1942.

## Synopsis
En Chine, en 1941, un groupe de pilotes américains, les Tigres volants, combat dans les airs l'envahisseur japonais.

## Autour du film
- Ce film de guerre est également un film de propagande en l'honneur de l'escadrille des Tigres Volants.

## Fiche technique
- Titre original : Flying Tigers
- Titre français : Les Tigres volants
- Réalisateur : David Miller
- Assistants réalisateur : Philip Ford et George Sherman (tous deux non crédités)
- Scénario : Kenneth Gamet et Barry Trivers
- Producteur : Edmund Grainger, pour la Republic Pictures
- Photographie : Jack A. Marta
- Ingénieur du son : Daniel J. Bloomberg
- Musique : Victor Young, Sammy Fain, William Steffe
- Décors : Otto Siegel
- Costumes : Adele Palmer
- Direction artistique : Russell Kimball
- Monteur : Ernest J. Nims
- Effets spéciaux : Howard Lydecker
- Pays de production :  États-Unis
- Format : Noir et blanc — Monophonique
- Genre : Guerre
- Durée : 102 minutes
- Date de sortie :
  - États-Unis : 1942

## Distribution
(sélection)
- John Wayne : Capitaine Jim Gordon
- John Carroll : Woody Jason
- Anna Lee : Brooke Elliott
- Paul Kelly : Hap Smith
- Gordon Jones : Alabama Smith
- Mae Clarke : Verna Bales
- Addison Richards : Colonel Lindsay
- Edmund MacDonald : Blackie Bales
- Bill Shirley : Dale
- Tom Neal : Reardon
- Charles Lane : Repkin, le directeur de l'aéroport
- Richard Loo : Docteur Tsing
- Victor Wong : le passager chinois
- David Bruce : Lieutenant Barton
- Franklin Delano Roosevelt : lui-même (voix) (son d'archive)

Acteurs non crédités
- Willie Fung : Jim 'Gin' Sling, serveur
- Anne Jeffreys : Infirmière
- Nestor Paiva : Missionnaire
- Victor Wong : Passager chinois

## Distinction
- Nomination pour l'oscar de la meilleure partition d'un film dramatique ou d'une comédie en 1943